# Trenton (Missouri)
Pour les articles homonymes, voir Trenton.
La ville de Trenton est le siège du comté de Grundy, situé dans l’État du Missouri, aux États-Unis. Sa population s’élevait à 6 001 habitants lors du recensement de 2010, estimée à 5 932 habitants en 2016.